# Over-the-top tartalom
Az over-the-top tartalom vagy OTT tartalom a műsorszórás során, széles sávú internetkapcsolat segítségével közzétett olyan mozgóképes és audiótartalmak összességét jelenti, amelyek egy műsorszolgáltatótól érkeznek a felhasználóhoz, és amelyekre az internetszolgáltató nincs befolyással. Az internetszolgáltató csak az adatcsomagok továbbításáért felel, de nem felel a tartalomért és nincs is befolyással rá. 

## Fordítás
- Ez a szócikk részben vagy egészben  az   Over-the-top content című angol Wikipédia-szócikk ezen változatának fordításán alapul.  Az eredeti cikk szerkesztőit annak laptörténete sorolja fel. Ez a jelzés csupán a megfogalmazás eredetét és a szerzői jogokat jelzi, nem szolgál a cikkben szereplő információk forrásmegjelöléseként.